# Initials B.B.
Initials B.B. is het achtste album van de Franse artiest Serge Gainsbourg, verschenen in 1968. Het album bevat klassieke Gainsbourg hits zoals Initials B.B., Comic Strip en Bonnie & Clyde. Het album en de titelsong danken hun naam aan Brigitte Bardot, die op het album meezingt bij het nummer Bonnie & Clyde. De muziek van het titelnummer is geïnspireerd op de 9e symphonie van Dvorak, ook wel bekend als "Uit de Nieuwe Wereld", de tekst is een interpretatie van het gedicht The Raven van Edgar Allan Poe.

## Tracks
Alle nummers zijn door Serge Gainsbourg geschreven
1. Initials B.B. (3:36)
2. Comic Strip (2:13)
3. Bloody Jack (2:07)
4. Docteur Jekyll et Monsieur Hyde (1:59)
5. Torrey Canyon (2:45)
6. Shu Ba Du Ba Loo Ba (2:08)
7. Ford Mustang (2:43)
8. Bonnie and Clyde (4:17)
9. Black and White (2:11)
10. Qui est "in" qui est "out" (2:16)
11. Hold Up (2:39)
12. Marilu (2:32)